# 사천군 (선거구)
사천군은 대한민국의 옛 국회의원 선거구이다. 당시 경상남도 사천군 지역을 관할했다.

## 역사
제헌 국회의원 선거를 앞두고 사천군 전 지역을 관할하는 선거구로 신설되었다.
1956년 7월 8일, 사천군 삼천포읍·남양면이 삼천포시로 승격되었다. 이에 제4대 국회의원 선거를 앞두고 해당 지역이 신설되는 삼천포시 선거구를 이루게 됨에 따라 폐지되었다.
제6대 국회의원 선거를 앞두고 삼천포시 선거구, 하동군 선거구와 통합되어 삼천포시·사천군·하동군 선거구를 이루게 됨에 따라 폐지되었다.

## 역대 국회의원
| 선거   | 정당 | 정당   | 의원   |
| ------ | ---- | ------ | ------ |
| 1948년 |      | 무소속 | 최범술 |
| 1950년 |      | 무소속 | 정헌주 |
| 1954년 |      | 자유당 | 정갑주 |
| 1958년 |      | 민주당 | 정헌주 |
| 1960년 |      | 민주당 | 정헌주 |

## 역대 선거 결과

### 대한민국 제헌 국회의원 선거
|  | 34.96% |

|  | 23.68% |

|  | 17.18% |

|  | 16.59% |

|  | 7.57% |

### 대한민국 제2대 국회의원 선거
|  | 18.65% |

|  | 18.52% |

|  | 14.05% |

|  | 10.03% |

|  | 9.08% |

|  | 7.17% |

|  | 6.96% |

|  | 4.45% |

|  | 3.33% |

|  | 2.69% |

|  | 2.69% |

|  | 2.31% |

|  | 0% |

|  | 0% |

|  | 0% |

|  | 0% |

### 대한민국 제3대 국회의원 선거
|  | 45.12% |

|  | 33.50% |

|  | 13.82% |

|  | 7.55% |

### 대한민국 제4대 국회의원 선거
|  | 56.23% |

|  | 43.76% |

### 대한민국 제5대 국회의원 선거
|  | 49.62% |

|  | 15.72% |

|  | 14.77% |

|  | 12.44% |

|  | 7.42% |